# Aleksandrówka (Ciechanów)
Aleksandrówka – wschodnia część miasta Ciechanowa w Polsce, w województwie mazowieckiem, w powiecie ciechanowskim. Rozpościera się w rejonie ulicy Pułtuskiej, na zachód od Chrzanówka.
Aleksandrówka stanowi zachodnią część obrębu ewidencyjnego Chrzanówek, którą 1 stycznia 2004 włączono do Cichanowa.